# Ngấy hương
Ngấy hương còn gọi là Chát ngấy, Đùm đũm hương (danh pháp: Rubus cochinchinensis) là loài thực vật có hoa trong họ Hoa hồng. Loài này được Tratt. mô tả khoa học đầu tiên năm 1823.

## Xuất xứ
Ngấy hương mọc dại ở ở Lào, Campuchia, miền nam Trung Quốc, và Tam Đảo - Việt Nam.

## Hình thái
Ngấy hương là cây bụi, mọc leo dựa vào cây khác, phân cành nhiều, cành vươn dài, có gai nhỏ cong về phía gốc. Lá kép có 5 lá chét, lá chét giữa lớn hơn cả; những lá ở trên có 3 lá chét hình mũi mác; mặt trên lá màu xanh, mặt dưới có lông màu trắng ngà hoặc vàng sẫm, mép lá khía răng cưa; cuống chung dài, có gai. Hoa trắng mọc thành chùm ở nách lá gần ngọn. Quả hình cầu gồm nhiều quả hạch con, đường kính 8–11 mm, màu đỏ khi chưa trưởng thành, màu đen khi chín, ăn được. Hoa nở từ tháng 3-5. Quả từ tháng 7-8.

## Công dụng và liều dùng
Thường dùng sắc thuốc để giúp cho việc tiêu hóa, kém ăn, ăn không tiêu, đau gan. Ngày uống 15-30 g lá và cành phơi khô, quả thì từ 6-12g. Chia làm 2 hoặc 3 lần trước bữa cơm.